# Tremont, Victoria
Tremont är en ort i Australien. Den ligger i kommunen Yarra Ranges och delstaten Victoria, omkring 34 kilometer öster om delstatshuvudstaden Melbourne. Antalet invånare är 4 094.
Runt Tremont är det ganska tätbefolkat, med 222 invånare per kvadratkilometer.. Närmaste större samhälle är Ferntree Gully, nära Tremont.